# Тосе
Тосе (пол. Tosie) — село в Польщі, у гміні Косув-Ляцький Соколовського повіту Мазовецького воєводства.
Населення — 215 осіб (2011).
У 1975-1998 роках село належало до Седлецького воєводства.

## Демографія
Демографічна структура станом на 31 березня 2011 року:
|          | Загалом | Допрацездатний вік | Працездатний вік | Постпрацездатний вік |
| -------- | ------- | ------------------ | ---------------- | -------------------- |
| Чоловіки | 113     | 15                 | 81               | 17                   |
| Жінки    | 102     | 11                 | 63               | 28                   |
| Разом    | 215     | 26                 | 144              | 45                   |